# باري اندروز (لاعب دوري الرغبي)
باري اندروز (بالإنجليزية: Barry Andrews)‏ هو لاعب دوري الرغبي أسترالي، ولد في 15 أكتوبر 1950.